# Thijs Ketel jr.
Thijs Ketel (Meppel, gedoopt 7 juli 1650 - Anloo, 30 november 1681) was een Nederlandse schulte.
Ketel was een zoon van de schulte van Anloo, Gieten en Zuidlaren Hendrik Ketel en Anna Amalia Ravensberg. Op 18-jarige leeftijd volgde hij zijn vader op na diens overlijden in 1668 tot schulte. Hij overleed op 31-jarige leeftijd in 1681. Hij was getrouwd met Hilligje Neeps. Zijn weduwe raakte door het vroegtijdig overlijden van haar man in financiële problemen. Zij moest een deel van haar bezit te verkopen om de schulden, die haar overleden man als schatbeuder had opgelopen, te voldoen. Net als haar schoonmoeder, de oude schultinne van Anloo  Anna Amalia Ravensberg zag ze zich gedwongen om ondersteuning te vragen bij drost en gedeputeerden van Drenthe.